# Procne

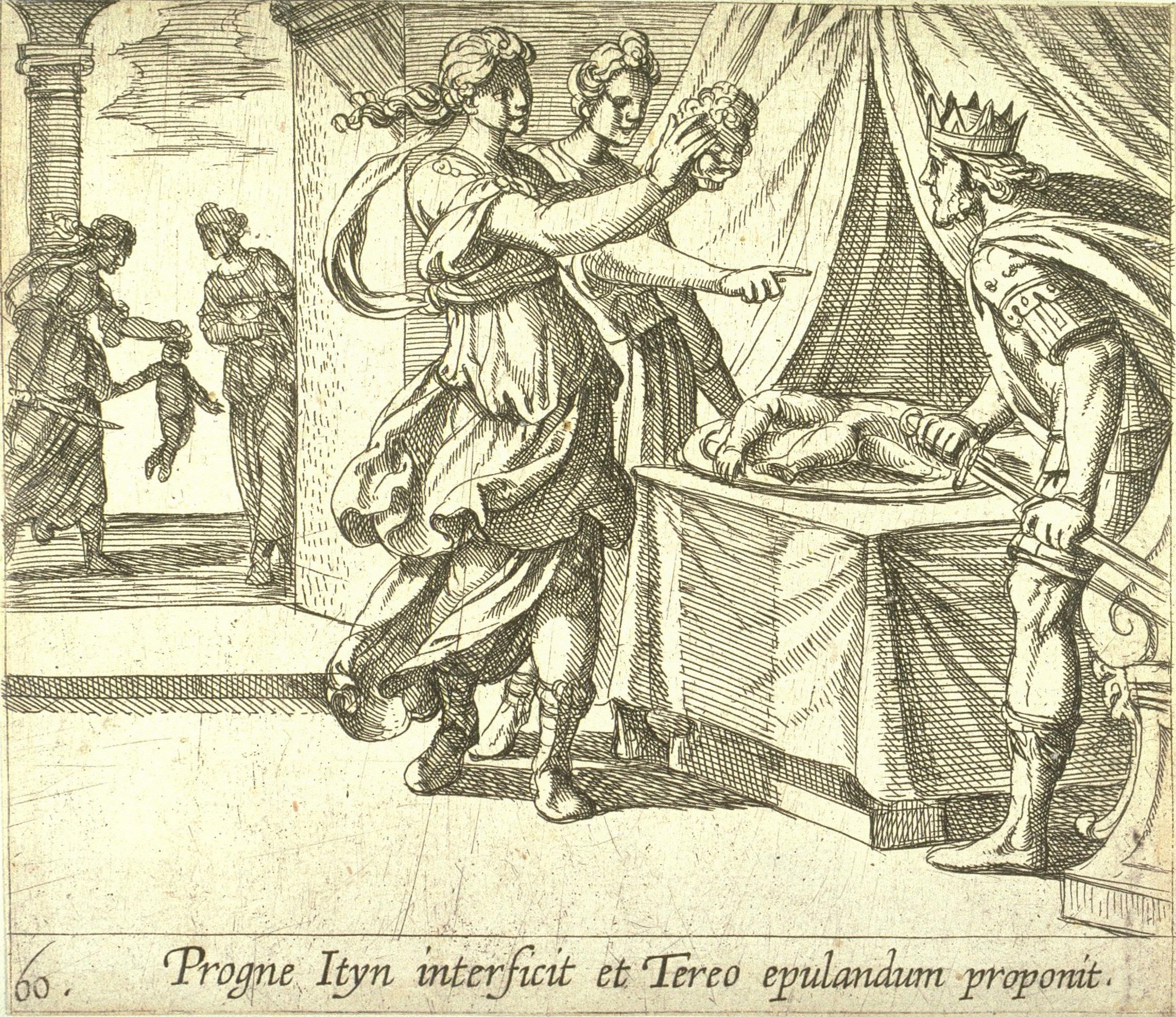
Filomela i Procne mostren el cap del seu fill a Tereu

D'acord amb la mitologia grega, Procne (en grec antic Πρόκνη), va ser una heroïna, filla de Pandíon, rei d'Atenes, i de Zeuxipe.
Es casà amb Tereu, rei de Tràcia, i fou mare d'Itis.
Desitjant veure la seua germana Filomela, encarregà a Tereu que l'anés a cercar. Aquest, en veure Filomela, se sentí boig de passió i la violà. Perquè no pogués parlar li va tallar la llengua. En tornar, va dir que Filomela havia mort durant el viatge i Procne el cregué. Però al cap d'un temps Procne va rebre un mocador brodat on llegí que Filomela havia estat violada per Tereu i que es trobava presonera en una casa de camp. Procne anà a rescatar-la i la portà al palau. Després, per venjar-se, agafà Itis, el seu fill, el matà i el serví per sopar al seu marit. Mentre fugia de Tereu, que s'enfurismà en assabentar-se'n, els déus la van transformar en rossinyol, segons els mitògrafs grecs, o en oreneta, segons els llatins.